# Eleonore Schikaneder
Ele(o)nore Schi(c)kaneder, auch Maria Magdalena Schi(c)kaneder bzw. Schickeneder und Eleonore Art(in), (geboren als Maria Magdalena Art(h); * 17. Februar 1751 oder 1752 in Hermannstadt; † 22. Juni 1821 in Wien) war eine Schauspielerin, Sängerin und Theaterdirektorin.

## Leben
Maria Magdalena Art war die Ziehtochter des Theaterleiters Franz Josef Moser (1717–1792) und debütierte als Schauspielerin um 1770 in Innsbruck. Ab 1776 war sie Mitglied der Theatertruppe von Andreas Joseph Schopf in Augsburg, wo sie 1777 Emanuel Schikaneder heiratete. In diesem Jahr traten Emanuel und Eleonore in die Theatertruppe von Franz Josef Moser ein, die Emanuel Schikaneder ab 1778 als Direktor leitete. Mit der Theatertruppe reisten sie unter anderem nach Nürnberg, Stuttgart, Laibach (1780), Klagenfurt, Linz, Salzburg (1781), Graz (Sommer 1781 und 1782) und Pressburg. Eleonore Schikaneder verkörperte in dieser Zeit unter anderem die Titelrolle in Agnes Bernauerin von Joseph August von Toerring, die Rosina in Die Lyranten von Emanuel Schikaneder und das Röschen in Die Jagd von Christian Felix Weiße. In Salzburg kam es zu Kontakten mit der Familie Mozart.
Nach einer Trennung von ihrem Mann gründete sie 1785 mit Johann Friedel und ihrem Schwager Urban Schikaneder (1746–1818) eine eigene Schauspieltruppe, die unter anderem in Wiener Neustadt, Klagenfurt, Triest und Laibach und ab November 1788 dauerhaft im Wiener Freihaustheater, geleitet von Johann Friedel unter Unterstützung von Eleonore Schikaneder, auftrat. Nach dem Tod von Johann Friedel im März 1789, dessen Universalerbin Eleonore Schikaneder war, versöhnte sie sich mit Emanuel und holte ihn nach Wien, um mit ihm gemeinsam das Theater zu leiten. In weiterer Folge trat sie auch am Theater an der Wien auf, in diesem Gebäude starb sie 1821.
Im Film Sommer der Gaukler aus dem Jahr 2011 wurde sie von Lisa Maria Potthoff verkörpert, in der Uraufführung des Musicals Schikaneder im September 2016 am Wiener Raimundtheater wurde sie von Milica Jovanović dargestellt.